# Балахнинский уезд
Балахнинский уезд — административно-территориальная единица в составе Нижегородской губернии Российской империи и РСФСР, существовавшая в 1727—1921 годах. Уездный город — Балахна.

## История

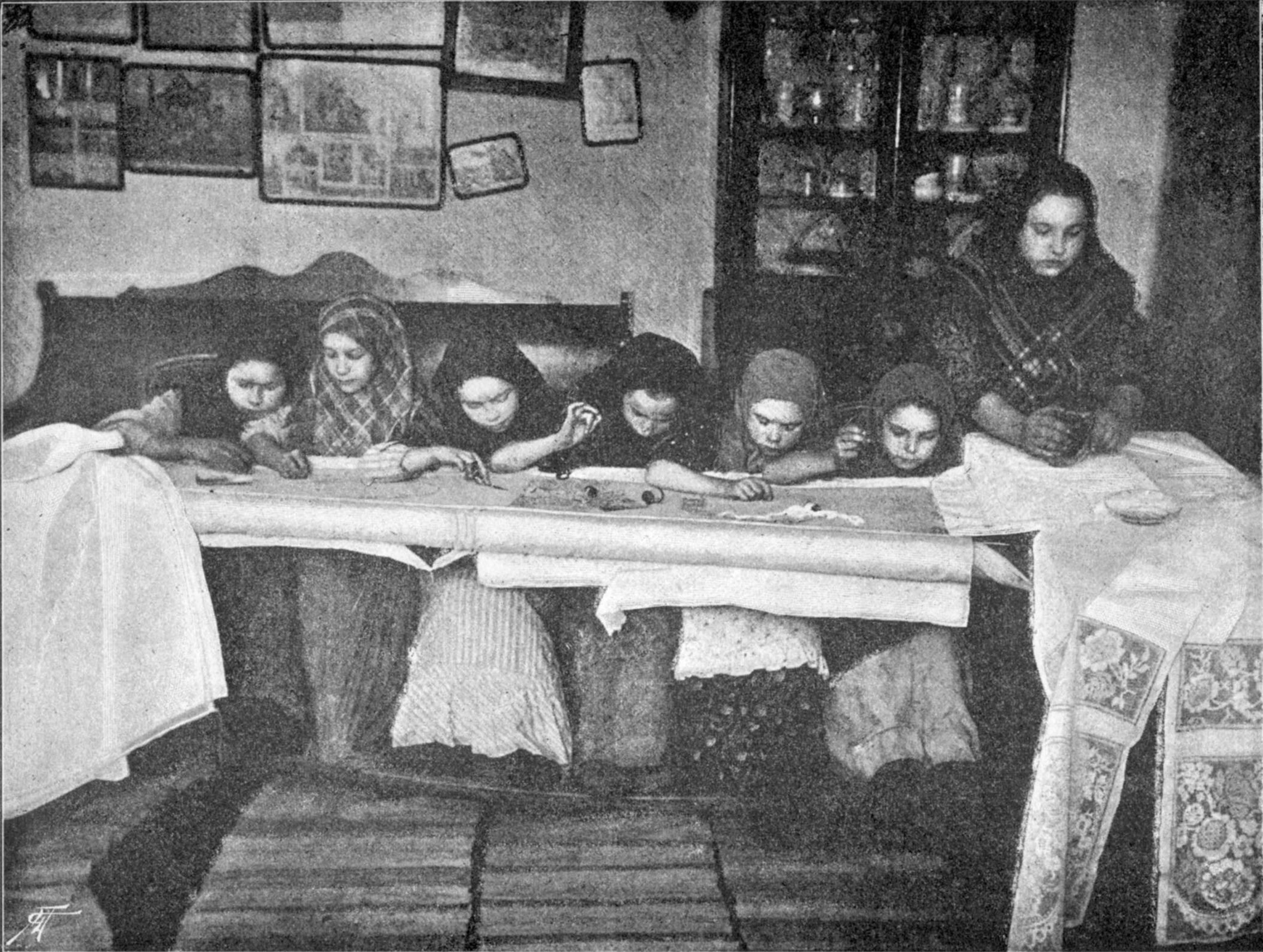
Вышивание узоров по полотну (строчка). Село Катунки Балахнинского уезда. 1896 год

Балахнинский уезд известен с допетровских времён. В 1708 году уезд был упразднён, а город Балахна отнесён к Казанской губернии. В 1713 году Балахна отошла к Нижегородской губернии. В 1719 году при разделении Нижегородской губернии на провинции отнесён к Нижегородской провинции. В 1727 году Балахнинский уезд в составе Нижегородской провинции был восстановлен. В 1779 году уезд был отнесён к Нижегородскому наместничеству, которое в 1796 году преобразовано в Нижегородскую губернию.
В 1921 году центр уезда был перенесён в город Городец, а сам уезд переименован в Городецкий.

## Население
По данным переписи 1897 года в уезде проживало 141 694 чел. В том числе русские — 99,5 %. В уездном городе Балахне проживало 5120 чел.

## Административное деление
В 1890 году в состав уезда входило 20 волостей:
| № п/п | Волость              | Волостное правление  | Число селений | Население |
| ----- | -------------------- | -------------------- | ------------- | --------- |
| 1     | Андреевская          | д. Андреева          | 29            | 4334      |
| 2     | Больше-Песошнинская  | с. Городец           | 186           | 10381     |
| 3     | Бурцевская           | с. Бурцево           | 28            | 2777      |
| 4     | Вершиловская         | с. Вершилово         | 32            | 3569      |
| 5     | Гнилицкая            | с. Гнилицы           | 11            | 4988      |
| 6     | Гордеевская          | с. Гордеевка         | 13            | 6160      |
| 7     | Городецкая           | с. Городец           | 64            | 9128      |
| 8     | Катунская            | с. Катунки           | 55            | 5712      |
| 9     | Кирюшинская          | с. Кирюшино          | 94            | 6074      |
| 10    | Козинская            | с. Козино            | 14            | 9633      |
| 11    | Кубенцовская         | с. Кубенцово         | 26            | 3587      |
| 12    | Митрофановская       | с. Митрофаново       | 37            | 2775      |
| 13    | Мысовская            | с. Мысы              | 13            | 3384      |
| 14    | Никольско-Погостская | с. Никольский-Погост | 68            | 4594      |
| 15    | Павелковская         | с. Сицкое            | 83            | 5089      |
| 16    | Полянская            | с. Новинки           | 87            | 6059      |
| 17    | Пуреховская          | с. Пурех             | 33            | 3901      |
| 18    | Смольковская         | д. Смольки           | 154           | 8606      |
| 19    | Урковская            | с. Тимонькино        | 36            | 2816      |
| 20    | Чернорецкая          | с. Черное            | 9             | 3587      |

В 1913 году в уезде было 20 волостей и 3 Стана:
- 1-й стан — с. Гордеевка;
- 2-й стан — с. Катунки;
- 3-й стан — с. Городец.

## Экономика
Недостаток хорошей земли и обилие леса привели к развитию на территории Балахнинского уезда лесных промыслов: судостроению, производству деревянной посуды и ложек, оконных рам, веретен и т. д.